# Liste der Fernstraßen in Senegal
Dies ist die Liste der Fernstraßen in Senegal.

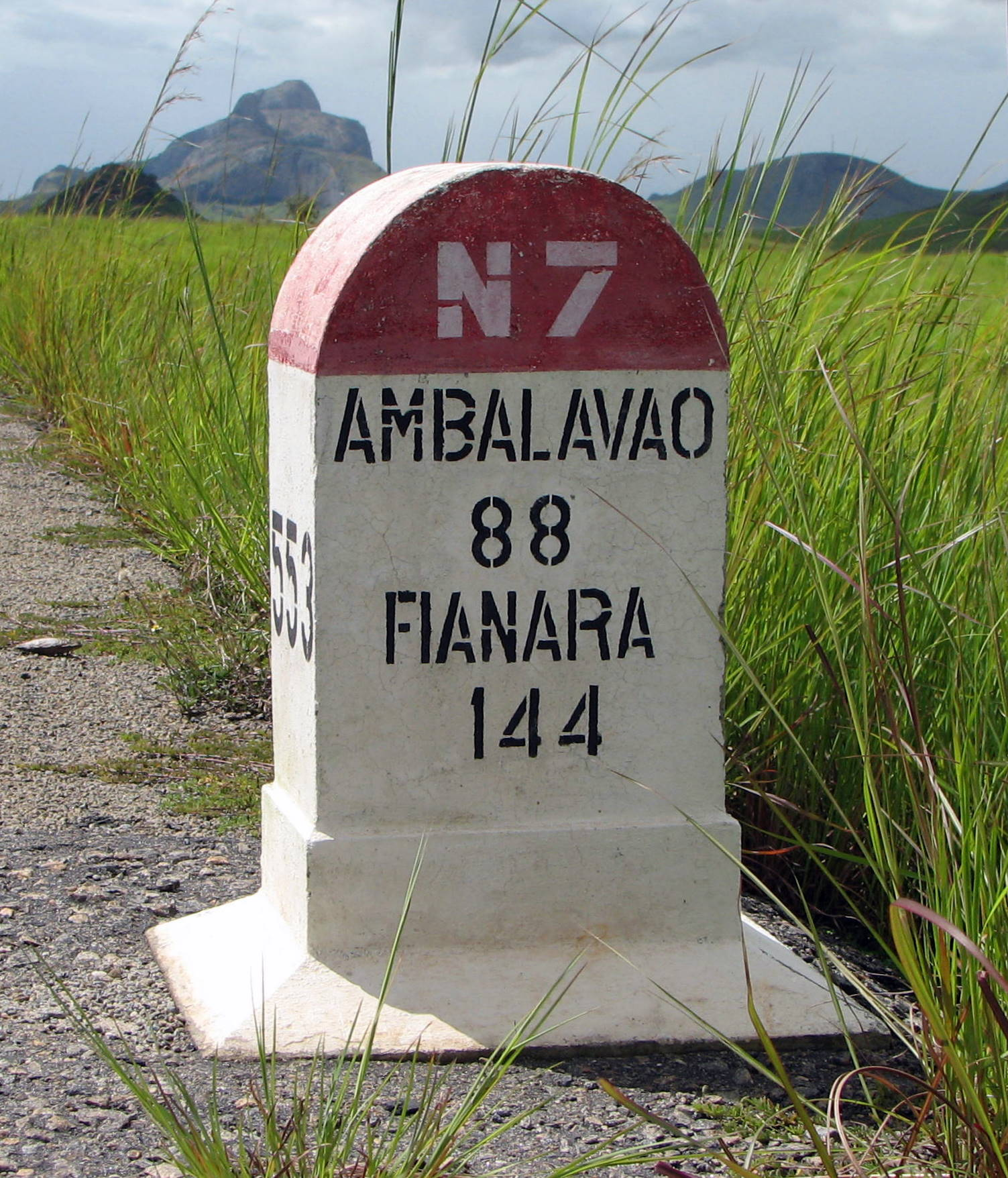
Beispiel der auch an den Nationalstraßen Senegals anzutreffenden „Meilensteine“

Das ausgedehnte Straßennetz in Senegal hat westafrikanischen Standard: Asphaltierte Straßen verbinden die größeren Städte in jeder Region des Landes untereinander, führen aber auch zu den Grenzübergängen der Nachbarländer. Insbesondere gibt es eine Reihe von Grenzübergängen für den Transitverkehr durch Gambia. Die wichtigsten Fernstraßen beginnen als Nationalstraßen mit dem Buchstaben N und sind von 1 bis 17 nummeriert. Markiert sind die Nationalstraßen mit weißgetünchten Meilensteinen, die im abgerundeten roten Kopf die Nummerierung tragen, genau wie in anderen ehemals französisch verwalteten Ländern. Regionale Straßen sind mit dem Buchstaben R und einer Nummer gekennzeichnet. Die Meilensteine haben einen graugrün getünchten Kopf.

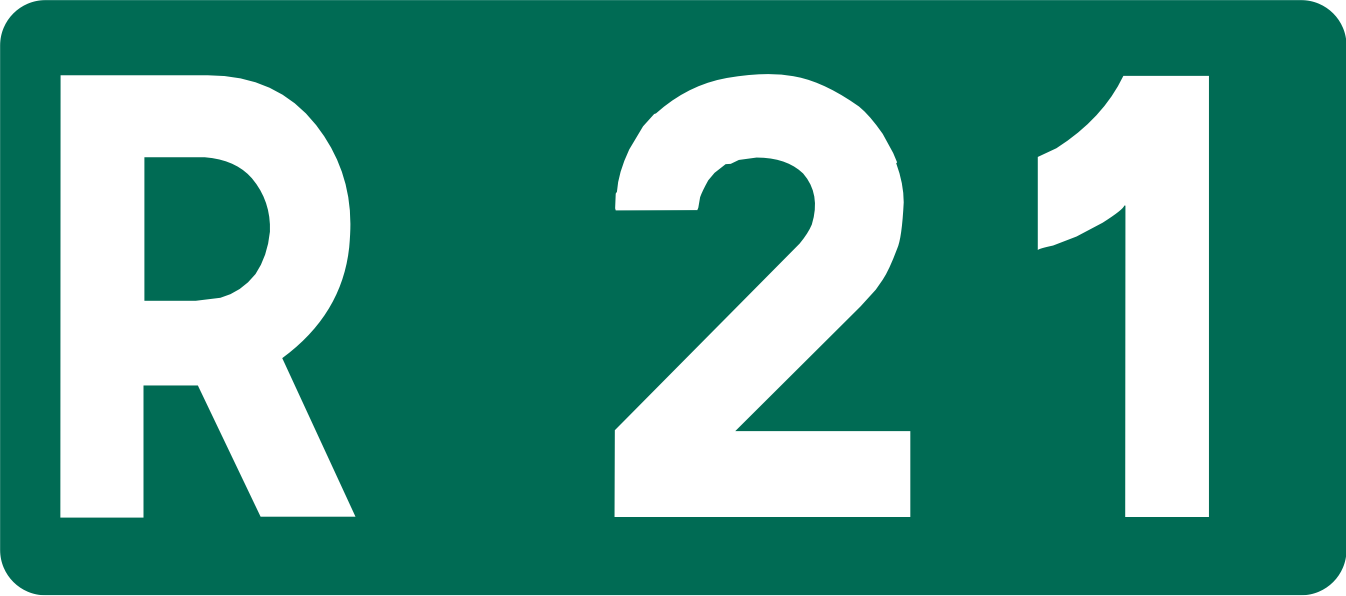
Beschilderung der Regionalstraßen

Seit 2013 gibt es mautpflichtige Autobahnen. Es handelt sich um die
- Autoroute 1 und
- Autoroute 2

Das Fernstraßennetz des Senegal ist beteiligt an drei transkontinentalen Straßenbauprojekten, den Trans-African Highways
- Kairo-Dakar
- Dakar-N’Djamena und
- Dakar-Lagos

## Nationalstraßen
| Name | Verlauf | Länge  |
| ---- | --- | ------ |
| N 1  | Dakar – Pikine – Rufisque – Diamniadio – Mbour – Fatick – Kaolack – Kaffrine – Koungheul – Koussanar – Tambacounda – Kidira – Grenze nach Mali                        | 650 km |
| N 2  | Diamniadio – Pout – Thiès – Tivaouane – Kébémer – Louga – Saint-Louis – Richard Toll – Dagana – Ourossogui – Kidira                                                   | 843 km |
| N 3  | Thiès – Khombole – Bambey – Diourbel – Mbacké – Touba – Dahra – Linguère – Ourossogui – Grenze nach Mauretanien                                                       | 467 km |
| N 4  | Kaolack – Nioro du Rip – Medina Saback – (Transit durch Gambia über Senegambia Bridge) Madina Wandifa – Bounkiling – Bignona – Ziguinchor – Grenze nach Guinea-Bissau | 300 km |
| N 5  | Kaolack – Sokone – (Transit durch Gambia mit Fährverbindung Banjul–Barra) – Diouloulou – Bignona                                                                      | 160 km |
| N 6  | Tambacounda – Vélingara – Kounkané – Kolda – Goudomp – Ziguinchor – Oussouye – Cap Skirring                                                                           | 491 km |
| N 7  | Ourossogui – Tambacounda – Missira – Nationalpark Niokolo-Koba – Kédougou – Saraya – Falémé – Grenze nach Mali                                                        | 603 km |
| N 8  | Rufisque – Sangalkam – Bambylor – Mboro – Saint-Louis (Senegal) | 185 km |
| N 9  | Passy – Djilor – Foundiougne – Fatick – Mékhé – Fass Boye | 186 km |
| N 10 | Fatick – Diakhao – Diourbel – Darou Mousty | 84 km  |
| N 11 | Kaffrine – Diakhao – Mbacke – Touba – Darou Mousty – Ouarack | 185 km |
| N 12 | Kolda – Sédhiou – Marsassoum – Ndiéba | 165 km |
| N 13 | Kédougou – Salémata – Grenze nach Guinea-Bissau | 113 km |
| N 14 | Saldé – Linguère – Koungheul – Grenze nach Gambia | 343 km |
| N 15 | Mbacké – Vélingara – Tiodor du Ferlo | 203 km |
| N 16 | Koumpentoum – Linguère | 208 km |
| N 17 | Damantan – Simenti – Goudiry – Bakel (Senegal) – Grenze nach Mauretanien                                                                                              | 250 km |

## Regional-Straßen
| Name | Verlauf                                                     | Länge  |
| ---- | ----------------------------------------------------------- | ------ |
| R 20 | Ziguinchor – Essoukoudiak – Diembéreng                      | 152 km |
| R 21 | Kolda – Sitaba – Sédhiou – Pont de Marsassoum – Ndiéba – N4 | 152 km |
| R 22 | Diendé – Madina Wandifa                                     | 34 km  |
| R 23 | Sitaba – Ndiama                                             | 10 km  |
| R 30 | Tiougoune – Kébémer – Doyene Dakhar – Touba                 | 126 km |
| R 31 | Ourak – Doyene Dakhar                                       | 33 km  |
| R 32 | Mékhé – Baba Garage – Bambey                                | 53 km  |
| R 60 | Mbacké – M’bar – Kaffrine                                   | 108 km |
| R 61 | Bambey – Pont de Foundiougne – Passy                        | 100 km |
| R 70 | Fas Boue – Mbora – Bayakh                                   | 75 km  |